# Setia alboranensis
Setia alboranensis is een slakkensoort uit de familie van de Rissoidae. De wetenschappelijke naam van de soort is voor het eerst geldig gepubliceerd in 2006 door Peñas & Rolán.